# Пироло (Кремона)
Пироло је насеље у Италији у округу Кремона, региону Ломбардија.
Према процени из 2011. у насељу је живело 29 становника. Насеље се налази на надморској висини од 53 м.